# Bertel Christian Ægidius
Bertel Christian Ægidius (født Gjødesen 23. november 1673 i Bylderup, død 3. april 1733 i Varnæs) var en dansk præst og salmedigter. 
Ægidius var søn af præsten Gjøde Laurentsen i Bylderup og Mette Enevoldsdatter, en søster til Johannes Ewalds farfader. Han blev 1701 præst i Varnæs. Han tilhørte den pietistiske bevægelse, der den gang var trængt frem over sproggrænsen mellem tysk og dansk kirkesprog.

## Varnæs-salmebogen
Ægidius udgav i 1717 i Flensborg en dansk salmebog. Den indeholdt en række salmer, han selv havde forfattet, og endnu flere, som han havde oversat fra tysk. Der fandtes allerede danske salmebøger, især Thomas Kingos, og mange af de tyske salmer var allerede oversat. Men Ægidius ville dække et specielt behov her i grænseområdet. Kirkegængere der ikke forstod tysk skulle kunne synge med på dansk, og en salme skulle kunne synges på tysk og dansk samtidig. Det krævede at versemål og tonegang blev ens og at salmen blev oversat mere direkte fra tysk, måske på bekostning af poesien, som andre salmedigtere havde prioriteret ved snarere at gendigte end oversætte.
I 1731 udkom salmebogen med et nyt titelblad på Vajsenhusets Forlag. Det viste sig at Ægidius' fætter Enevold Ewald stod bag. Han fik en bøde, og salmebogen blev bremset i København. Men den blev udbredt som kirke-salmebog i det område, den var tiltænkt. Bogen, der også blev kaldt Flensborg-salmebogen, blev genoptrykt flere gange, senest i 1765. Den blev brugt i Ullerup til 1871 og i Varnæs til 1882.